# Élections législatives de 1960 au Cameroun
Des élections législatives ont eu lieu en république du Cameroun le 10 avril 1960. Ce sont les premières depuis l'indépendance du Cameroun français et le référendum du 21 février qui instaure un système monocaméral. Elles sont remportées par l'Union Camerounaise qui obtient 51 des 100 sièges.

## Résultats
L'Union Camerounaise obtient la majorité absolue avec 51 sièges sur 100.
| Parti                                   | Voix      | %    | Sièges | +/- |
| --------------------------------------- | --------- | ---- | ------ | --- |
| Union camerounaise                      | 606 000   | 44,9 | 51     | +21 |
| Union des populations du Cameroun       | 151 379   | 11,2 | 8      | Nv  |
| Front populaire pour l'unité et la paix | 145 752   | 10,8 | 19     | Nv  |
| Parti des démocrates camerounais        | 139 780   | 10,4 | 12     | -8  |
| Groupe des progressistes camerounais    | 60 686    | 4,5  | 7      | Nv  |
| Indépendants                            | 11 853    | 0,9  | 3      | Nv  |
| Autres partis                           | 233 789   | 17,3 | 0      | -   |
| Total                                   | 1 349 239 | 100  | 100    | 30  |

## Suites
Le 5 mai 1960, les députés élisent Ahmadou Ahidjo, seul candidat, comme président de la République par 89 voix sur 99. Il désigne Charles Assalé comme Premier ministre.